# Enfield (Connecticut)
Enfield es un pueblo ubicado en el condado de Hartford en el estado estadounidense de Connecticut. En el año 2005 tenía una población de 45.441 habitantes y una densidad poblacional de 525 personas por km².

## Geografía
Enfield se encuentra ubicada en las coordenadas 41°58′30″N 72°32′58″O / 41.97500, -72.54944.

## Demografía
Según la Oficina del Censo en 2000 los ingresos medios por hogar en la localidad eran de $52,810, y los ingresos medios por familia eran $60,528. Los hombres tenían unos ingresos medios de $42,335 frente a los $31,082 para las mujeres. La renta per cápita para la localidad era de $21,967. Alrededor del 4.0% de la población estaban por debajo del umbral de pobreza.